# Punghina
Punghina – wieś w Rumunii, w okręgu Mehedinți, w gminie Punghina. W 2011 roku liczyła 1190 mieszkańców.